# 홍성 신금성
홍성 신금성(洪城 神衿城)은 충청남도 홍성군 결성면 금곡리에 있는 백제의 성이다. 1998년 7월 25일 충청남도의 기념물 제149호로 지정되었다.

## 개요
충청남도 홍성군 결성면 금곡리에 있는 신금성은 해발 40∼60m의 평지에 가까운 낮은 구릉에 쌓은 성으로, 안쪽의 내성과 바깥쪽의 외성으로 구분되는 2중성이다. 전체 성벽의 길이는 645m, 높이는 2∼3m이다.
성벽은 북·서·남쪽이 가장 잘 남아있는데, 북쪽과 남쪽에는 문터가 있었을 것으로 추정된다. 성안에서는 토기류 등 많은 유물이 출토되었다.
평탄한 구릉에 쌓여져 평지성에 가까운 이 성은 방어용보다는 지역 집단을 통치하기 위하여 만들어진 것으로 보이며, 지방 소재지의 일종으로 읍성의 형태를 보여주는 중요한 유적으로 여겨진다.

## 참고 자료
- 홍성신금성 - 국가유산청 국가유산포털